# Teclat HCESAR

Teclat HCESAR.

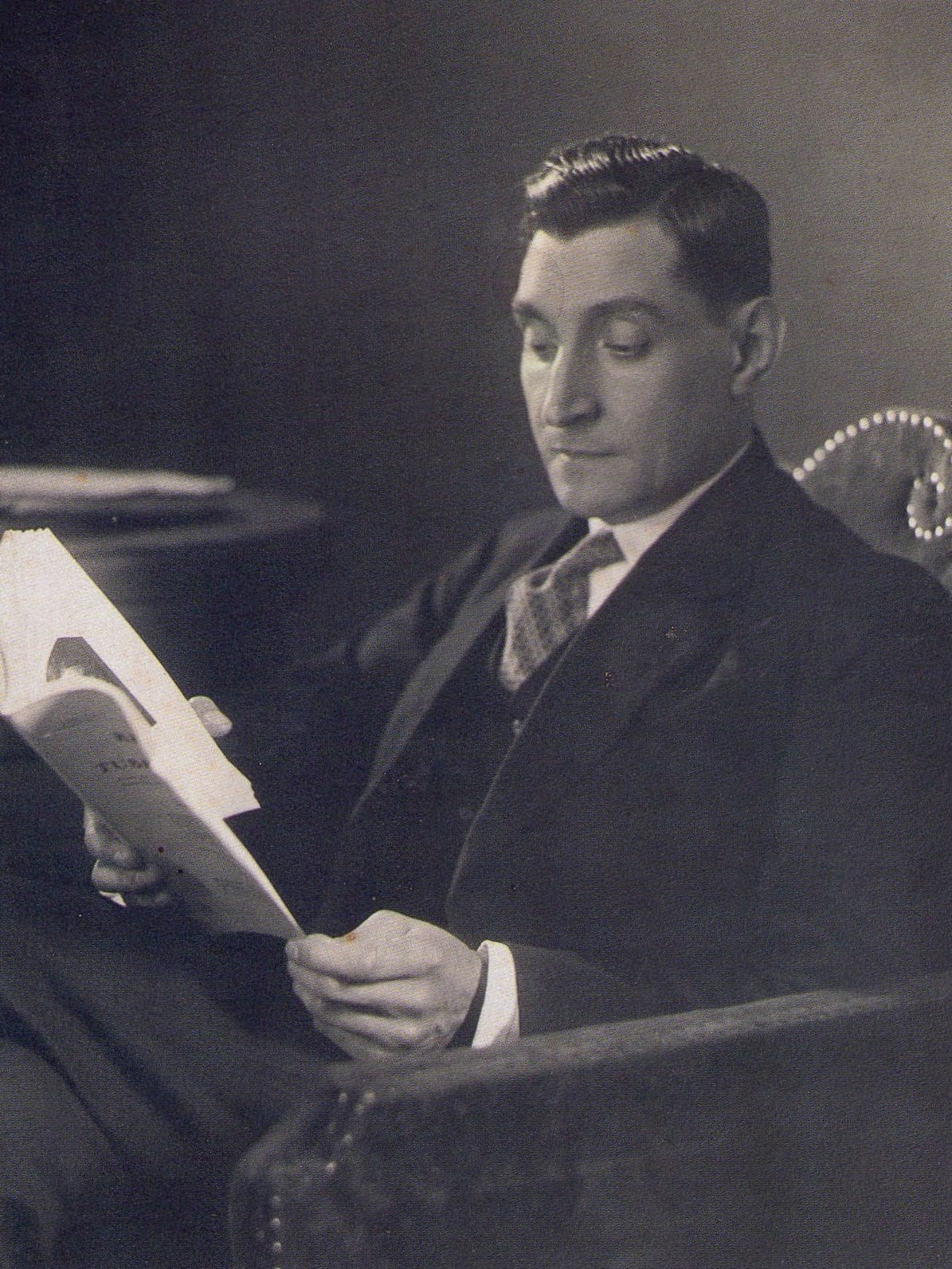
El dictador portuguès Oliveira Salazar impulsor del teclat HCESAR

El  teclat HCESAR  (o, segons la pronunciació, Cèsar) va ser un teclat creat pel primer ministre i dictador portuguès Oliveira Salazar mitjançant un decret l'any 1937.
Era comú en aquests teclats ometre el zero substituint aquesta tecla per la lletra "O".
Aquest teclat va ser l'únic acceptat oficialment a Portugal fins mitjans dels anys setanta, quan gradualment es va començar a usar el teclat AZERTY. Durant els anys vuitanta es denominava el teclat HCESAR, com a "teclat nacional" i l'AZERTY com "internacional", després d'un temps els teclats HCESAR van ser eliminats del mercat. En l'actualitat els portuguesos fan servir el teclat QWERTY adaptat al seu idioma. Aquest teclat està disponible per a Windows, macOS i Linux.